# Karin Bishop
Karin Bishop, född 4 juli 1932 i Malmö, död 5 februari 2018, var en svensk jurist som var lagman i Norrköpings tingsrätt från 1986 till 1997.
Bishop blev juris kandidat vid Lunds universitet 1957 och genomförde sin tingstjänstgöring 1958–1960 innan hon blev fiskal i hovrätten över Skåne och Blekinge 1961. Hon var sakkunnig på justitiedepartementet och finansdepartementet 1966-1976. Hon blev rådman i Norrköpings tingsrätt 1973, var chefsrådman 1984-1986 och var lagman där 1986-1997.
Bishop var dotter till representant Johan Ringberg och hans maka Margareta, född Blixth. Hon var från 1974 gift med Norman Bishop, byråchef.